# Cryptocheiridium
Cryptocheiridium elegans es un género de arácnido del orden Pseudoscorpionida de la familia Cheiridiidae.

## Especies
Las especies de este género son:
- Cryptocheiridium australicum
- Cryptocheiridium elegans
- Cryptocheiridium elgonense
- Cryptocheiridium formosanum
- Cryptocheiridium kivuense
- Cryptocheiridium lucifugum
- Cryptocheiridium philippinum
- Cryptocheiridium salomonense
- Cryptocheiridium somalicum
- Cryptocheiridium subtropicum